# Macrostemum diagramma
Macrostemum diagramma är en nattsländeart som först beskrevs av Mclachlan 1871.  Macrostemum diagramma ingår i släktet Macrostemum och familjen ryssjenattsländor. Inga underarter finns listade i Catalogue of Life.

## Bildgalleri

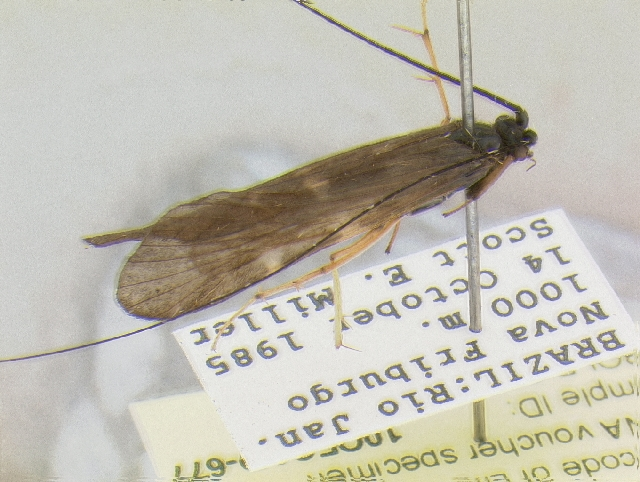